# Kreis Dinslaken
Der Kreis Dinslaken war von 1816 bis 1823 sowie von 1887 (bis 1909 als Kreis Ruhrort) bis 1974 ein Landkreis am rechten Niederrhein im Regierungsbezirk Düsseldorf (bis 1822: Regierungsbezirk Kleve) zunächst in Preußen und später in Nordrhein-Westfalen.

## Geographie

### Lage
Der Kreis umfasste zuletzt ein Gebiet von der Lippe im Norden, der Grenze zur früheren Provinz Westfalen im Osten, Duisburg und Oberhausen im Süden sowie dem Rhein im Westen. Sitz des Kreises war die Stadt Dinslaken.

### Nachbarkreise
Der Kreis Dinslaken grenzte 1974 im Uhrzeigersinn im Norden beginnend an die Kreise Rees und Recklinghausen, an die kreisfreien Städte Oberhausen und Duisburg sowie an den Kreis Moers.

## Geschichte

### Der Kreis Dinslaken von 1816 bis 1823
Vorläufer des ersten Kreises Dinslaken war der Kanton Dinslaken. Er wurde 1808 von den Franzosen errichtet, nachdem 1806 aus den rechtsrheinischen Resten der preußischen Rheinlande, dem zuvor im bayerischen Besitz stehenden Herzogtum Berg und einigen angrenzenden Gebieten das napoleonische Großherzogtum Berg geformt wurde. Eine Verwaltungsreform nach französischem Vorbild wurde durchgeführt. Im Jahre 1815 wurde auf dem Wiener Kongress das Gebiet des Kreises Dinslaken wieder Preußen zugeschlagen – bestehend aus einem Teil des Herzogtums Kleve aus vorrevolutionärer Zeit, das spätestens seit 1666 zu Brandenburg-Preußen gehörte.
Im Zuge der preußischen Verwaltungsorganisation wurde der Kreis Dinslaken am 23. April 1816 als einer von 29 Kreisen der Provinz Jülich-Kleve-Berg, der späteren Rheinprovinz, neugebildet. Das Kreisgebiet setzte sich aus den sieben in der Franzosenzeit gebildeten Bürgermeistereien Dinslaken, Duisburg, Gahlen, Götterswickerham, Holten, Ruhrort und Schermbeck zusammen. Bereits am 27. September 1823 wurde der Kreis wieder aufgelöst. Die Bürgermeisterei Schermbeck kam zum nördlichen Nachbarkreis Rees und die übrigen sechs Bürgermeistereien zum neuen Kreis Duisburg, in den auch der aufgelöste Kreis Essen eingegliedert wurde.

### Der Kreis Dinslaken von 1909 bis 1974
Das alte Kreisgebiet gehörte bis 1873 zum Kreis Duisburg, dann bis 1887 zum Kreis Mülheim an der Ruhr und seitdem zum Kreis Ruhrort. Der Kreis Ruhrort wurde am 1. April 1909 in Kreis Dinslaken umbenannt; gleichzeitig wurde das Landratsamt aus der Stadt Ruhrort in die Stadt Dinslaken verlegt. Der Kreis Dinslaken besaß zunächst die folgende Verwaltungsgliederung:
| Bürgermeisterei   | Gemeinden (1909)                                        |
| ----------------- | ------------------------------------------------------- |
| Dinslaken         | Dinslaken (Stadt)                                       |
| Gahlen            | Bruckhausen, Bucholtwelmen, Gahlen, Gartrop-Bühl, Hünxe |
| Götterswickerhamm | Görsicker, Löhnen, Mehrum, Möllen, Spellen, Voerde      |
| Hamborn           | Hamborn                                                 |
| Hiesfeld          | Hiesfeld                                                |
| Sterkrade         | Holten, Sterkrade                                       |
| Walsum            | Walsum                                                  |

In der Folgezeit kam es zu folgenden Änderungen:
- Die Bürgermeisterei Götterswickerhamm wurde 1911 in Bürgermeisterei Voerde (Niederrhein) umbenannt.[3]
- Hamborn, das 1910 die Einwohnerzahlgrenze von 100.000 überschritten hatte und somit mehr als die Hälfte der Einwohner des Kreises dort wohnten, schied 1911 aus dem Kreis aus und bildete einen eigenen Stadtkreis.
- Die beiden Gemeinden Mehrum und Görsicker wurden 1913 in die Gemeinde Löhnen eingegliedert.[4]
- Am 1. April 1913 erhielt Sterkrade das Stadtrecht und die Gemeinde Holten wurde eine eigene Bürgermeisterei.[5]
- Hiesfeld wurde 1917 in die Stadt Dinslaken eingemeindet.
- Sterkrade und Holten schieden 1917 aus dem Kreis aus und wurden zum Stadtkreis Sterkrade vereinigt.
- Möllen und Spellen wurde 1922 nach Voerde eingemeindet.
- Die aus mehreren Gemeinden bestehenden Bürgermeistereien Voerde und Gahlen wurden seit 1928 als Amt Voerde (Niederrhein) bzw. Amt Gahlen bezeichnet.
- Löhnen wurde am 1. April 1950 nach Voerde eingemeindet. Das Amt Voerde (Niederrhein) wurde aufgelöst.
- Am 1. Juli 1958 erhielt die Gemeinde Walsum das Stadtrecht.
- Bruckhausen und Bucholtwelmen wurden 1960 nach Hünxe eingemeindet.

Seitdem bestand der Kreis Dinslaken aus
1. der Stadt Dinslaken
2. der Stadt Walsum
3. der Gemeinde Voerde (Niederrhein) und
4. dem Amt Gahlen (Sitz in Hünxe) mit den Gemeinden
  1. Gahlen
  2. Gartrop-Bühl und
  3. Hünxe.

Den öffentlichen Personennahverkehr bediente neben der Staatsbahn und dem Postreisedienst hauptsächlich die Duisburger Verkehrsgesellschaft.
Am 1. Oktober 1969 wurde aus dem Landkreis der Kreis Dinslaken.
Am 1. Januar 1975 wurde der Kreis Dinslaken im Zuge des zweiten Neugliederungsprogramms in Nordrhein-Westfalen aufgelöst:
- Walsum wurde in die Stadt Duisburg eingemeindet.
- Gartrop-Bühl wurde ein Teil von Hünxe.
- Gahlen wurde bis auf den Ortsteil Östrich, der zur Stadt Dorsten kam, Teil der Gemeinde Schermbeck.
- Dinslaken, Hünxe und Voerde kamen zum neuen Kreis Wesel.

### Einwohnerentwicklung
| Jahr | Einwohner | Quelle |
| ---- | --------- | ------ |
| 1816 | 19.827    | [ 8 ]  |
| 1910 | 180.502   | [ 9 ]  |
| 1925 | 61.037    | [ 10 ] |
| 1939 | 65.315    | [ 10 ] |
| 1950 | 79.813    | [ 10 ] |
| 1960 | 116.500   | [ 10 ] |
| 1961 | 118.554   | [ 7 ]  |
| 1970 | 141.158   | [ 7 ]  |
| 1973 | 146.000   | [ 11 ] |

### Gemeinden
Zuletzt bestand der Kreis aus den folgenden Gemeinden:
| Gemeindekennziffer | Name                           | Fläche in km² (Gebietsstand 1.1.1971) | Einwohnerzahl (Volkszählung vom 27.5.1970) |
| ------------------ | ------------------------------ | ------------------------------------- | ------------------------------------------ |
|                    | amtsfreie Städte und Gemeinden |                                       |                                            |
| 05 2 31 111        | Dinslaken, Stadt               | 45,52                                 | 54.731                                     |
| 05 2 31 112        | Walsum, Stadt                  | 19,87                                 | 48.783                                     |
| 05 2 31 113        | Voerde (Niederrhein)           | 57,66                                 | 27.799                                     |
|                    | Amt Gahlen                     | 97,84                                 | 9.845                                      |
| 05 2 31 211        | Gahlen                         | 20,53                                 | 2.608                                      |
| 05 2 31 212        | Gartrop-Bühl                   | 18,33                                 | 643                                        |
| 05 2 31 213        | Hünxe                          | 58,98                                 | 6.594                                      |

## Politik

### Ergebnisse der Kreistagswahlen ab 1946
Es sind nur Parteien und Wählergemeinschaften aufgeführt, die mindestens zwei Prozent der Stimmen bei der jeweiligen Wahl erhalten haben.
| Jahr | SPD  | CDU  | FDP  | DZP  | KPD  |
| ---- | ---- | ---- | ---- | ---- | ---- |
| 1946 | 35,7 | 38,3 | 03,9 | 11,1 | 11,0 |
| 1948 | 37,0 | 27,3 | 11,9 | 14,8 | 09,0 |
| 1952 | 44,1 | 24,2 | 13,1 | 11,5 | 07,1 |
| 1956 | 56,7 | 31,8 | 09,8 |      |      |
| 1961 | 53,3 | 38,2 | 08,5 |      |      |
| 1964 | 54,2 | 35,4 | 07,6 |      |      |
| 1969 | 55,4 | 35,8 | 07,8 |      |      |

### Landräte
- 1816–1823: Julius Heinrich von Buggenhagen
- 1909–1916: Emil von Wülfing
- 1916–1918: Alfred Wilke
- 1918–1920: Walter Moll
- 1920–1930: Wilhelm Schluchtmann
- 1930–1931: Wilhelm von Nathusius
- 1931–1933: Günther Klein
- 1933–1945: Wilhelm von Werder
- 1945–1946: Josef Zorn
- 1946:–9999 Eberhard Brünen
- 1946–1948: Arnold Verhoeven
- 1948–1949: Wilhelm Eske
- 1949–1952: Arnold Verhoeven
- 1952–1958: Hermann Breymann
- 1958–1961: Wilhelm Eske
- 1961–1964: Gustav Stapp
- 1964–1974: Peter Bailly

### Oberkreisdirektoren

Wappen des ehemaligen Kreises Dinslaken

- 1955–1967: Hans Richter
- 1967–1974: Horst Griese

### Wappen
Blasonierung: „Über einem grünen Schildfuß, darin ein goldener (gelber) Hirschkopf, in Silber (weiß) ein roter Bergarbeiter mit Helm, Hacke und Lampe. Im oberen (heraldisch) rechten Eck über einem roten Anker ein roter Fisch und im (heraldisch) linken Eck eine rote Ähre gekreuzt mit einer roten Sense.“ Das Wappen wurde am 10. Februar 1936 angenommen.
Das Wappen bezieht sich auf die wichtigsten Erwerbszweige des Kreises, den Bergbau, die Landwirtschaft und die Schifffahrt auf dem Rhein sowie die Natur mit ihren Wäldern (Hirschkopf).

## Kfz-Kennzeichen
Am 1. Juli 1956 wurde dem damaligen Landkreis bei der Einführung der bis heute gültigen Kfz-Kennzeichen das Unterscheidungszeichen DIN zugewiesen. Es wurde bis zum 31. Dezember 1974 ausgegeben. Seit dem 3. Dezember 2012 ist es durch die Kennzeichenliberalisierung im Kreis Wesel erhältlich.